# William Bell (chanteur)
Pour les articles homonymes, voir William Bell et Bell.
William Bell, de son vrai nom William Yarborough, né le 16 juillet 1939 à Memphis, Tennessee, est un chanteur, auteur-compositeur et producteur américain de musique soul, connu essentiellement pour ses ballades.
Il est l'un des architectes du Memphis sound chez Stax-Volt, et est probablement mieux connu pour son premier single de 1961, You Don't Miss Your Water.

## Carrière
Enfant, il chante à l'église, et se considère comme un élève des Soul Stirrers, le groupe de gospel dirigé par Sam Cooke. À l'âge de dix ans, il commence à composer avec Alone On A Rainy Night. À 14 ans, il remporte un concours de talents et commence à se faire un nom en chantant dans les clubs de la région de Memphis. Il choisit son nom de scène en l'honneur de sa grand-mère, prénommée Belle. Il étudie à la Booker T. Washington High School, qui accueille également sur ses bancs Booker T. Jones, Al Jackson, Maurice White, David Porter et Andrew Love.
Il fait ses premiers pas sur la scène musicale avec Rufus Thomas et ses Bear Cats. En 1957, il enregistre ses premiers disques en tant que membre des Del Rios, un groupe vocal d'adolescent qui attire l'attention de Stax Records. Bell est une des premières signatures de Stax, initialement en tant qu'auteur-compositeur. Il enregistre ses premières chansons en solo pour le label avant de rejoindre l'armée, et continue à enregistrer pendant ses permissions. Sa chanson de 1962, Any Other Way, obtient plus de succès lorsqu'elle est reprise par Chuck Jackson l'année suivante. Après son service militaire, en 1967, Bell sort son premier album , The Soul of a Bell. Le single Everybody Loves a Winner se classe dans le Top 20.
William Bell, qui est un ami proche d'Otis Redding, aurait dû se trouver dans l'avion qui couta la vie au chanteur vedette de Stax en décembre 1967. La tragédie conduit à une collaboration entre Bell et Booker T. Jones, qui se connaissent depuis le lycée. Ils sortent le single A Tribute to a King en l'honneur de Redding, qui devient rapidement un succès. Avec Jones, il co-écrit également Born Under a Bad Sign, le hit du bluesman Albert King, et la ballade I Forgot to Be Your Lover, reprise avec succès en 1986 par Billy Idol, sous le titre To Be a Lover.
En 1967, Bell co-écrit un tube de Noël involontaire, Everyday Will Be Like a Holiday. Cette chanson reste l'un des succès les plus enregistrés de Bell. En 2017, le magazine irlandais Hot Press nomme le hit « plus grand disque de Noël de tous les temps ». En 1968, le single Private Number, en duo avec la chanteuse Judy Clay, entre dans le Top 10 britannique.
Bell déménage à Atlanta en 1969 où il prend des cours de théâtre, et fonde un label éphémère, la Peachtree Record Company. Plus tard, il signe un contrat de deux ans avec Mercury, qui sort en 1977 le single Trying To Love Two, classé no 1 dans le palmarès R&B, se vendant un million d'exemplaires. En 1985, il fonde un autre label, Wilbe, et publie l'album Passion, qui trouve le succès au Royaume-Uni.
Deux ans plus tard, Bell est intronisé au Georgia Music Hall of Fame et reçoit, la même année, le R&B Pioneer Award de la Rhythm and Blues Foundation. En 2003, il a été honoré du W.C. Handy Heritage Award et reçoit un BMI Songwriters Award. En 2013, William Bell est invité à interpréter You Don't Miss Your Water à la Maison-Blanche devant Barack Obama. En 2016, il entre au Memphis Music Hall of Fame.
En 2016, Bell réactive le label Stax pour sortir un nouvel album, This Is Where I Live, produit par John Leventhal. En 2017, cet album reçoit le Grammy Award du « meilleur album d'Americana ».
Ses chansons sont reprises par de nombreux artistes, dont Jimi Hendrix, Eric Clapton, Otis Redding, Carole King, The Byrds, Etta James, Brian Eno, Linda Ronstadt, Robert Cray ou Melissa Etheridge.

## Discographie

### Albums
- 1967 : The Soul of a Bell
- 1969 : Bound to Happen
- 1971 : Wow ...William Bell
- 1972 : Phases of Reality
- 1973 : Waiting for William Bell
- 1974 : Relating
- 1977 : Coming Back for More
- 1977 : It's Time You Took Another Listen
- 1983 : Survivor
- 1985 : Passion
- 1989 : On a Roll
- 1992 : Bedtime Stories
- 2001 : A Portrait Is Forever
- 2002 : Collectors Edition
- 2006 : New Lease on Life
- 2016 : This is where I live